# روبرت ويبستر كاري
روبرت ويبستر كاري (بالإنجليزية: Robert Webster Cary)‏ هو ضابط أمريكي، ولد في 18 أغسطس 1890 في كانساس سيتي في الولايات المتحدة، وتوفي في 15 يوليو 1967.